# Мега-Спилео

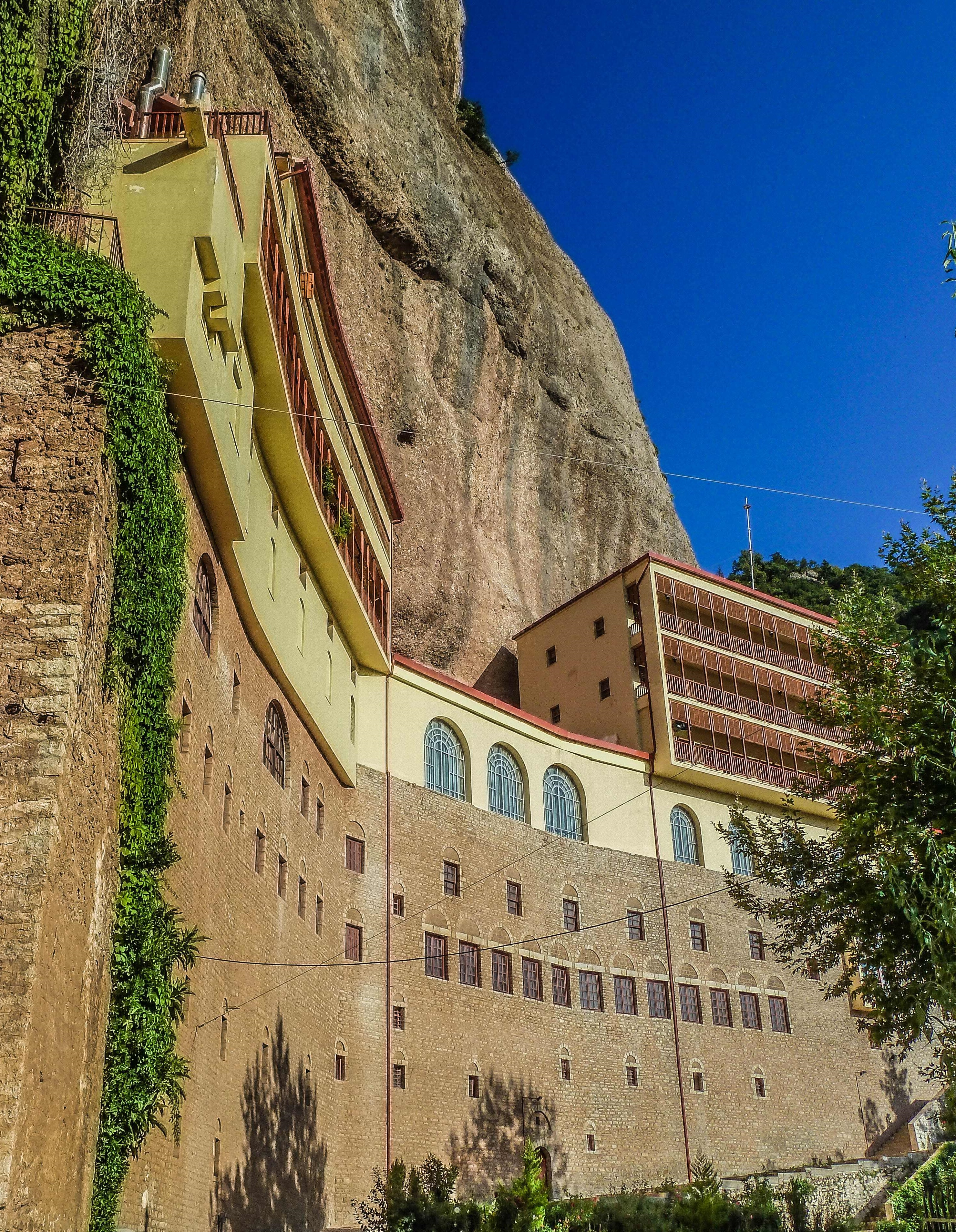
Монастырь Мега-Спилео

Мега-Спилео (греч. Μέγα Σπήλαιο «великая пещера») — православный монастырь в Греции, находящийся в 10 километрах от города Калавриты. Построен на склоне горы Хелмос на высоте 940 метров. Один из древнейших монастырей Пелопоннеса и всей Греции, отмеченный в истории страны на протяжении последних 17 веков.

## Расположение

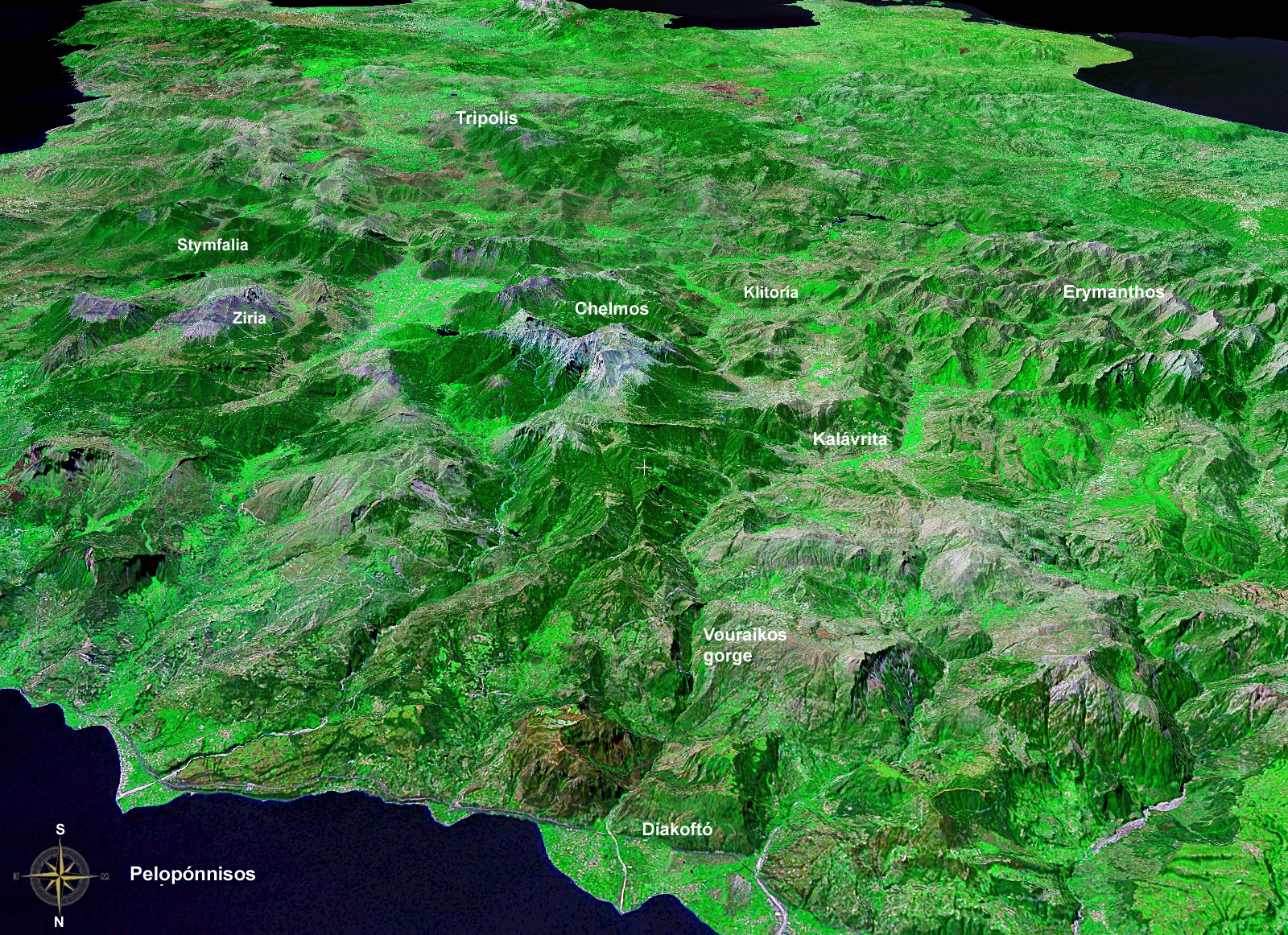
Монастырь Мега-Спилео расположен на полпути от города Калавриты к прибрежному Диакоптону

Монастырь расположен в 10 километрах северо-восточнее города Калавриты, на полпути к городку Диакоптону, расположенному на побережье Коринфского залива. Монастырь построен над ущельем реки Вурайкос, под отвесной скалой западного склона горы Хелмос (Ароания), на высоте 940 метров от уровня моря. Первые постройки монастыря встроены в естественную пещеру, от которой монастырь получил своё имя. Впечатляющий 8-этажный комплекс монастыря частично вкопан в нависающую над обителью скалу. Кафоликон монастыря, встроенный в скалу, является крестообразной церковью. Основной храм сохраняет пост-византийские росписи 1653 года, мраморные изразцы на полу и свой иконостас, выполненный резчиками по дереву. Неф расписан в начале XIX века.

## История

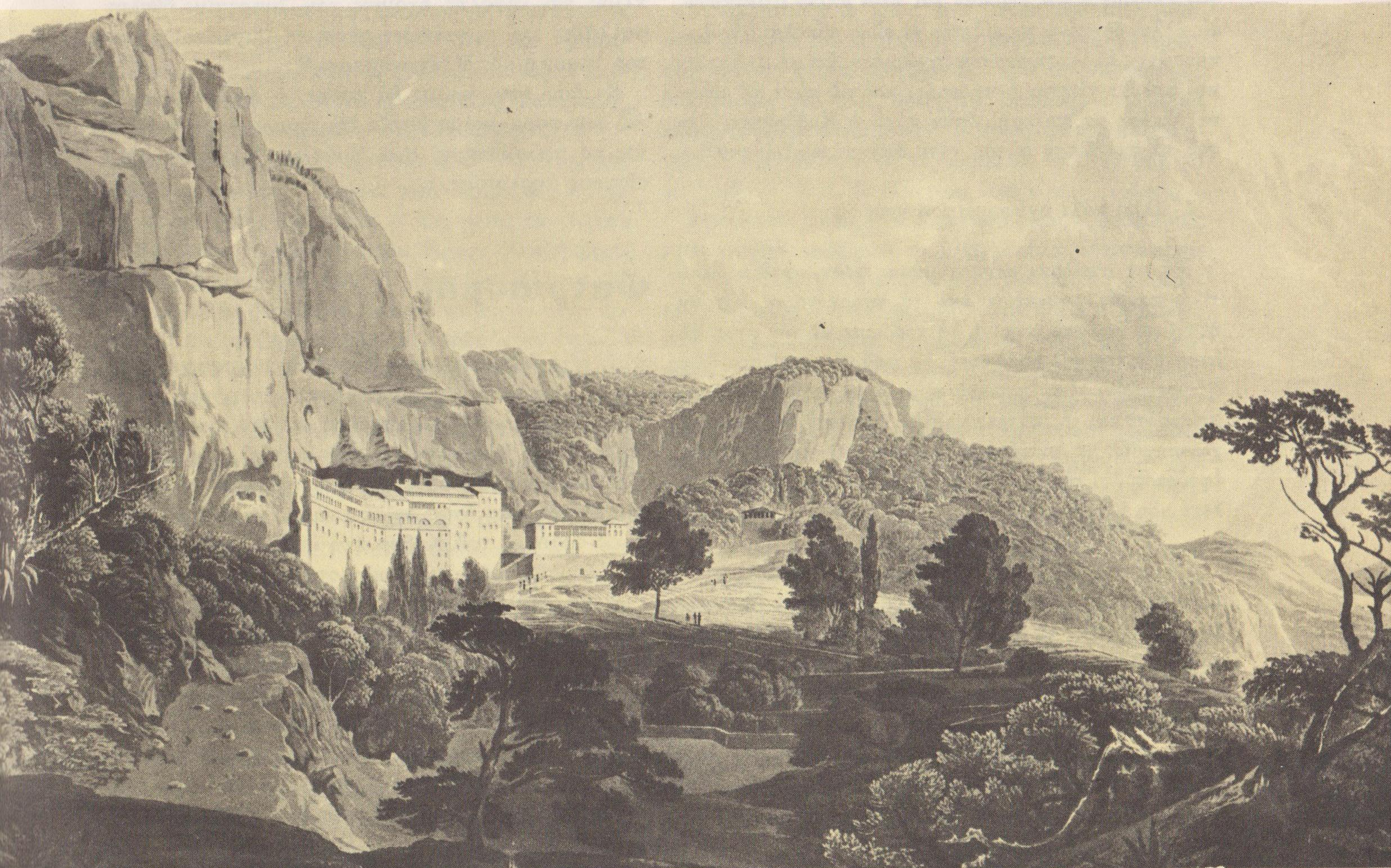
Монастырь Мега-Спилео. Из альбома ирландского автора Эдварда Додвелла «Виды Греции, c 30 раскрашенными гравюрами» 1801—1806

Монастырь Мега-Спилео был основан в 362 году монахами из Салоник, братьями Симеоном и Теодором.
Согласно дате основания, монастырь является если не самым древним, то одним из самых древних монастырей на территории Греции.
Согласно монастырским преданиям, братья находились в Иерусалиме, когда каждому в отдельности приснился один и тот же сон, с указанием следовать в Ахайю и найти восковую Святую икону Богородицы, исполненную евангелистом Лукой.
Прибыв в Ахайю, братья повстречали в селе Като-Захлору пастушку Ефросинью, которая повела их в пещеру, где она нашла Святую икону. Сама Ефросинья нашла икону благодаря своему стаду, пившему воду из ключа в пещере. Это ключ позднее был окаймлён мрамором, стал именоваться «Источником Девы» (греч. Πηγή της Κόρης) и его вода стала считаться святой. Сама Ефросинья также почитается как Святая.
С годами монастырь стал одним из самых многолюдных, пережил расцвет и стал известным в православной Византии.
В результате даров верующими монастырю, Мега-Спилео приобрёл недвижимость в Константинополе, Смирне, Салониках и большие земельные наделы в Ахайе и Элиде, которые стали монастырскими «Подворьями» (Μετόχια).
На протяжении почти 17 веков своего существования и на фоне перипетий греческой нации монастырь неоднократно разрушался и вновь восстанавливался.
Первоначальный храм, построенный братьями, сохранялся до 1934 года, когда он был разрушен в результате пожара.
Монастырь горел несколько раз: в 840, 1285, 1400, 1640 и 1934 годах.
После пожара 1285 года монастырь был восстановлен императором Андроником II Палеологом.
Во всех случаях Святая икона была спасена.

В 1770 году во время Пелопоннесского восстания вызванного первой архипелагской экспедицией русского флота в ходе русско-турецкой войны (1768—1774), митрополит Патр Парфений, возглавляя греческих повстанцев, осадил турок в Калаврите.
Игумен монастыря Мега-Спилео, с крестом в руках, заступился за турок и дал возможность турецким семьям покинуть город. Это заступничество было засчитано монастырю, когда восстание было подавлено и иррегулярные албанские орды бесчинствовали на Пелопоннесе. Одновременно, монастырь стал убежищем греческого населения полуострова.
Ирландский путешественник Эдвард Додвелл, путешествовавший по Греции в 1801—1806 годах, пишет, что в эти годы монастырь насчитывал около 450 монахов.
Додвелл был впечатлён расположением и самим монастырём и писал, что «пейзаж вокруг монастыря — величественный, монастырь окружён густыми лесами, покрывающими горы»:Γ-383.

## Накануне Греческой революции
Многие монахи монастыря были вовлечены в деятельность греческой революционной организации Филики Этерия. Монастырь стал одним из центров подготовки восстания. Примеру Мега-Спилео последовали и другие монастыри Пелопоннеса.
Фотакос (Фотиос Хрисантопулос) гетерист и участник Освободительной войны а впоследствии мемуарист писал о монахах Мега-Спилео: «…они знали о Этерии и были знакомы с гетеристами и в силу этого действовали как её апостолы (…). Все они и те что путешествовали и те что оставались в монастыре были способны поднять целый мир, что они и сделали на Пелопоннесе, где они распространили сигнал восстания, подготовили всё и сами подготовились…».
Этим вклад Мега-Спилео в подготовке Греческой революции не ограничивается. Два его подворья в Константинополе, Влах-Серай и монастырь Святого Георгия Кариписа на Принцевых островах, стали местом сбора гетеристов на стадии подготовки вооружённого восстания. В 1818 году Николаос Скуфас, один из трёх первых организаторов Этерии, избрал подворье Святого Георгия явкой Общества.
C началом вооружённого выступления гетеристов Александра Ипсиланти в Молдово-Валахии, по всей Османской империи прокатилась волна погромов и резни православного греческого населения. 22 апреля 1821 года турки повесили в Константинополе патриарха Григория. В тот же день подворье Влах-Серай было сожжено турками. Чуть позже, 29 мая, его святые отцы были убиты. Выжил только один монах Ион Макригенис, который принёс печальную новость в Мега-Спилео.

## Греческая революция
С началом восстания многие монахи монастыря приняли непосредственное участие в военных действиях. Так историк Н. Спилиадис упоминает участие 40 монахов из Мега-Спилео, которых возглавлял проигумен (помощник игумена) Герасим (Торолос) в сражении при Левидионе 14 апреля 1821 года (см. Осада Триполицы).
Монахи Мега-Спилео принимали участие в уничтожении остатков армии Драмали-паши в сражении при Акрате 7—19 января 1823 года. В этом сражении кроме проигумена Герасима и его монахов принял участие проигумен Дамаскин, прибывший во главе 50 монахов. Историография отмечает имена ряда монахов отличившихся в сражении.
Мега Спилео стал известен туркам как сильная база стратегического значения для восставших. Кроме этого в монастыре нашли убежище тысячи беженцев включая более 500 знатных семей Пелопоннеса.
Монастырь внёс огромный материальный вклад в Освободительную войну. Монахи не раздумывая продавали серебряные священные сосуды и расплавляли любые медные предметы включая дверные ручки для производства боеприпасов.

### Египетское вторжение
Будучи не в силах справиться с восстанием и через три года после его начала, султан призвал на помощь своего египетского вассала, пообещав ему Пелопоннес.
Организованная европейцами, египетская армия, под командованием Ибрагима-паши, высадилась на Пелопоннесе в 1824 году.
Зная о стратегическом значении монастыря, Ибрагим предпринял три попытки взять его с боем. Однако взятие монастыря было непростым делом и не только в силу его расположения.

## Первая попытка Ибрагима
Первую попытку взять монастырь Ибрагим предпринял в декабре 1825 года.
Информацию о готовившемся нападении принёс в монастырь, бежавший из лагеря Ибрагима, греческий пленник. Монахи запросили у временного правительства подкрепления. В монастырь, возглавляя 1500 бойцов, 3 декабря прибыл Канеллос Делияннис. Вместе с находившимися уже в монастыре силами Андреаса Лондоса, число защитников монастыря достигло 2000.
Бойцы и монахи спешно стали сооружать укрепления и занимать позиции. Одновременно они организовали так называемый «резервный корпус», который возглавил Николаос Франгакис.
Ибрагим послал отцам монастыря письмо требуя сдачи Мега-Спилео. В ответном письме монахи писали Ибрагиму: « Мы получили вашее славное и чудесное послание, которым вы информируете нас, что если мы сдадимся, то вы засыпите нас дарами, а если мы не сдадимся, то вы атакуете нас. Какое чудесное дело побеждать монахов, но каким большим позором обернётся поражение от монахов, поскольку мы готовы умереть. Мы говорим тебе, ступай прежде покорить Элладу, а затем мы сдадимся тебе».
Ибрагим прошёл вдоль Коринфского залива, разрушая всё на своём пути. Дойдя до города Эйон, он выслал вперёд корпус в 3000 солдат и 500 всадников, с целью выяснить какие силы защищали монастырь. В свою очередь, корпус выслал к монастырю, на разведку, авангард в 500 пехотинцев и 150 всадников. О приближении неприятеля монастырь был оповещён огнями. В последовавшем бою турки потеряли 47 человек убитыми оставленными ими на поле боя и сотню раненными.
Оценив обстановку, Ибрагим отменил на этот раз осаду монастыря.

## Вторая попытка
Султанские войска, под командованием Кютахьи-паши, в течение года, безуспешно осаждали Месолонгион в Центральной Греции и были вынуждены просить помощи у Ибрагима.
После того как, сломленные голодом защитники Месолонгиона совершили прорыв и турки вошли в город, Ибрагим 30 апреля 1826 года переправился на Пелопоннес.
Ибрагим собрал свою армию у города Патры. Часть сил он отправил в Элиду. Сам Ибрагим, во главе 7000 солдат, направился к центру полуострова, к Триполице, через ущелье реки Вурайкос, ведущее к Калаврите. Ибрагим следовал тактике «выжженной земли», сжигая на своём пути сёла, поля и сады, обращая в рабство жителей и захватывая их стада. Население бежало в горы, пытаясь скрыться в пещерах и лесах. Часть населения укрылась в монастыре Мега-Спилео.
5 мая, у селения Кастраки, на пути Ибрагима встали, возглавляя свои отряды, военачальники Н. Солиотис, Голфинос Петимезас и А. Калогриас. Повстанцы мужественно отражали натиск осман. Ибрагим был вынужден лично возглавить атаку своего регулярного корпуса. Только после того как превосходящие силы осман стали обходить повстанцев с флангов, они отошли, поднимаясь к «вечно заснеженной, поднебесной вершине» горы Хелмос.
Отход повстанцев послужил сигналом бегства к вершине около 8 тысяч гражданского населения. Преследуемые османами, они гибли, падая в ущелья с заснеженных и обледеневших скал. Греческий историк Спилиадис пишет, что «многие женщины пали в ущелья с детьми, чтобы избежать пленения». Многие из них пытались камнями отбиваться от преследователей.
В трагическом бегстве к вершине горы, около 600 женщин и детей погибли, упав в ущелья, около 200 были убиты, около 250 были пленены:Γ-256.
Ибрагим сжёг село Клукина, (в очередной раз) монастырь Святой Лавры и подворье монастыря Мега-Спилео. 5 мая Ибрагим послал свой авангард к Мега-Спилео, с целью разведать обстановку. Оценив силы защитников монастыря, Ибрагим и в этот раз не решился брать монастырь приступом. 10 мая Ибрагим прибыл в Триполицу.
Ибрагим считал, что ему оставалось только разделаться с непокорными маниотами:Γ-257.
Но его вторжение в Мани было отражено и завершилось поражением турецко-египетских сил.

## Оборона монастыря Мега-Спилео

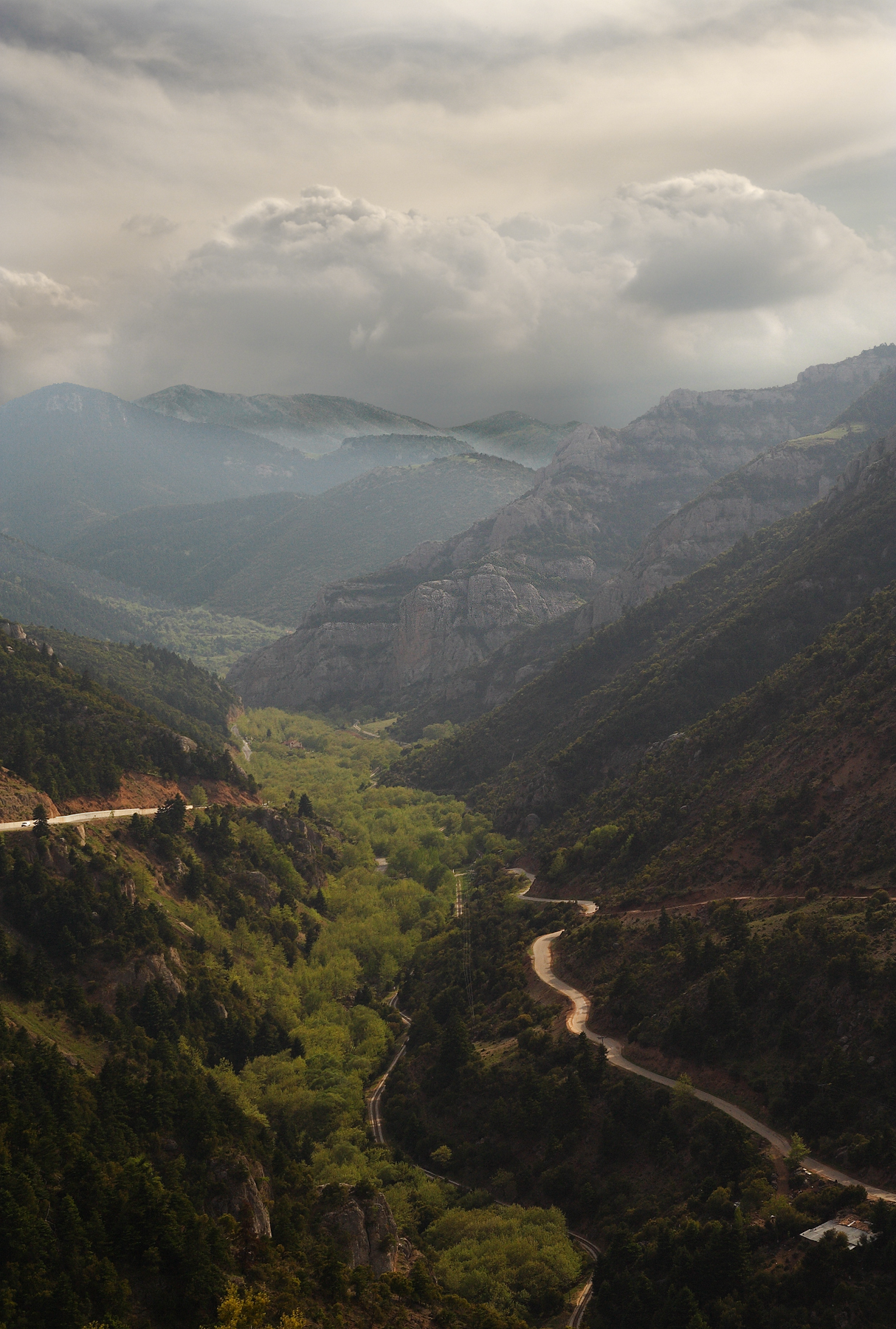
Ущелье Вурайкос, где расположен монастырь Мега-Спилео

Ибрагим продолжил тактику «выжженой земли», требуя от населения признания покорности.
Его политика имела некоторый успех, после того как о своей покорности заявил военачальник Ненекос, который стал содействовать Ибрагиму в его походах:Γ-379.
В ответ на это Теодорос Колокотронис, негласный вождь повстанцев всего Пелопоннеса, именуемый также «Дедом Мореи» провозгласил свой, ставший историческим, клич «Топор и огонь покорившимся».
Весной 1827 года Ибрагим, возглавляя корпус в 15 000 своих солдат и 2000 человек Ненекоса, вновь выступил из Патр, по направлению к Калаврите.
В этот раз его основной целью был монастырь Мега-Спилео, в котором неоднократно находили убежище жители Калавриты.
На полпути к монастырю, армия Ибрагима разбила лагерь в Ливади. Сам Ибрагим, совершая прогулку со своим адъютантом, заблудился в лесу и вышел на Ненекоса и его людей. Ибрагим отдохнул (спал) несколько часов в гостях у Ненекоса, после чего тот отвёл его в османский лагерь. Когда Колокотронис узнал о том, что Ибрагим был в «греческих» руках и не был пленён, он пришёл в ярость. Он «откровенно поклялся Великому богу эллинов, что желает смерти Ненекоса и готов убить его своими руками. Подобное, странное, заявление впервые вышло из уст Колокотрониса»:Γ-380.
Колокотронис написал приказ Афанасию Саясу, разрешающий тому убить Ненекоса, любым возможным способом.
Колокотронис встал перед иконой Богородицы «на коленях, трижды перекрестился и испросил у Богородицы разрешение, после чего подписал приказ, заявляя что он это делает ради Отечества и что он убивает не христианина, а турка».
Через несколько месяцев, в начале 1828 года, Саяс нашёл момент, чтобы «разделаться с предателем»:Γ-381.
19 июня Ибрагим написал письмо монахам монастыря с требованием покориться.
Монахи ответили, что «поскольку они ушли от мира сего и считают себя не существующими в этой жизни, они не боятся смерти».
Получив этот ответ, Ибрагим решил взять монастырь приступом.
Монастырь защищали 600 бойцов Н.Петимезаса и 100 бойцов Фотакоса.
23 июня Ибрагим послал 3000 своих солдат занять горы за монастырём. 12 000 солдат он расположил юго-восточнее монастыря, на позиции именуемой Псило́с-Ставро́с (Высокий Крест). Ненекос, со своими силами, расположился к северо-востоку от монастыря.
Утром 24 июня, на виду защитников монастыря, турки и люди Ненекоса гнали по ущелью под монастырём пленных женщин и детей, а также одного попа. «Пленные шли вперемежку с, захваченным турками скотом, и представляли картину стада», писал Фотакос.
В этот момент, возмущённый монах заявил Фотакосу, что им, бойцам, следует стыдиться того, что они допустили, чтобы турки «тащили в рабство наших женщин».
Почти сразу после этого, из монастыря выступили около сотни вооружённых монахов, во главе с игуменом Герасимом Торолосом. Монахи сменили свои рясы на греческую фустанеллу и «распустили свои длинные волосы».
Проходя мимо позиций бойцов, монахи заявили: «Смотрите как мы будем драться».
Фотакос пишет, что «мы покраснели от стыда и немедленно выступили за свои позиции».
Турки и люди Ненекоса заняли оборону, но не смогли отразить атаку монахов и бойцов. Фотакос признаёт, что монахи убили больше турок, нежели бойцы, «почти в два раза» и добавляет «турки почувствовали, что такое монашеская война».
Ибрагим, осознав трудности, снял осаду монастыря. Дели-Ахмед и Ненекос ушли в Патры. Ибрагим вернулся в Триполицу, сжигая сёла на своём пути:Γ-382.
Монастырь не был взят турками до конца войны.
Через год после того как Иоанн Каподистрия принял правление ещё сражающейся Грецией, он праздновал Воскресение Христово в апреле 1829 года в монастыре, вместе с монахами и прихожанами:Δ-117.

## Вторая мировая война
Монастырь пострадал и в годы оккупации Греции странами «оси».
В ноябре 1943 года германская 117-я егерская дивизия начала «Операцию Калаврита» с целью окружить партизан вокруг города. Во время операции многие немецкие солдаты были убиты, 77 из них взяты в плен. По утверждению германского командования, все пленные были расстреляны на месте. Германское командование приняло решение отреагировать жестокими и массовыми репрессиями. Репрессии начались с прибрежной зоны и затем, углубляясь в горы по пути в Калавриту, немцы расстреляли 143 человек и сожгли тысячу домов в 50 деревнях.
Репрессии немцев завершились 13—14 декабря сожжением Калавриты и массовыми убийствами населения.
Монастырские источники пишут, что в ходе этих событий немцы разграбили монастырь, сожгли уцелевшие при пожаре 1934 года кельи и расстреляли 16 монахов и прихожан. Ещё 9 монахов были расстреляны в монастырской часовне у Псилос-Ставрос (Высокий Крест). Немецкий историк Герман Франк Майер пишет, что расстрелы в Мега-Спилео были произведены 8 декабря и указывает число расстрелянных — 22.

## Монастырь сегодня

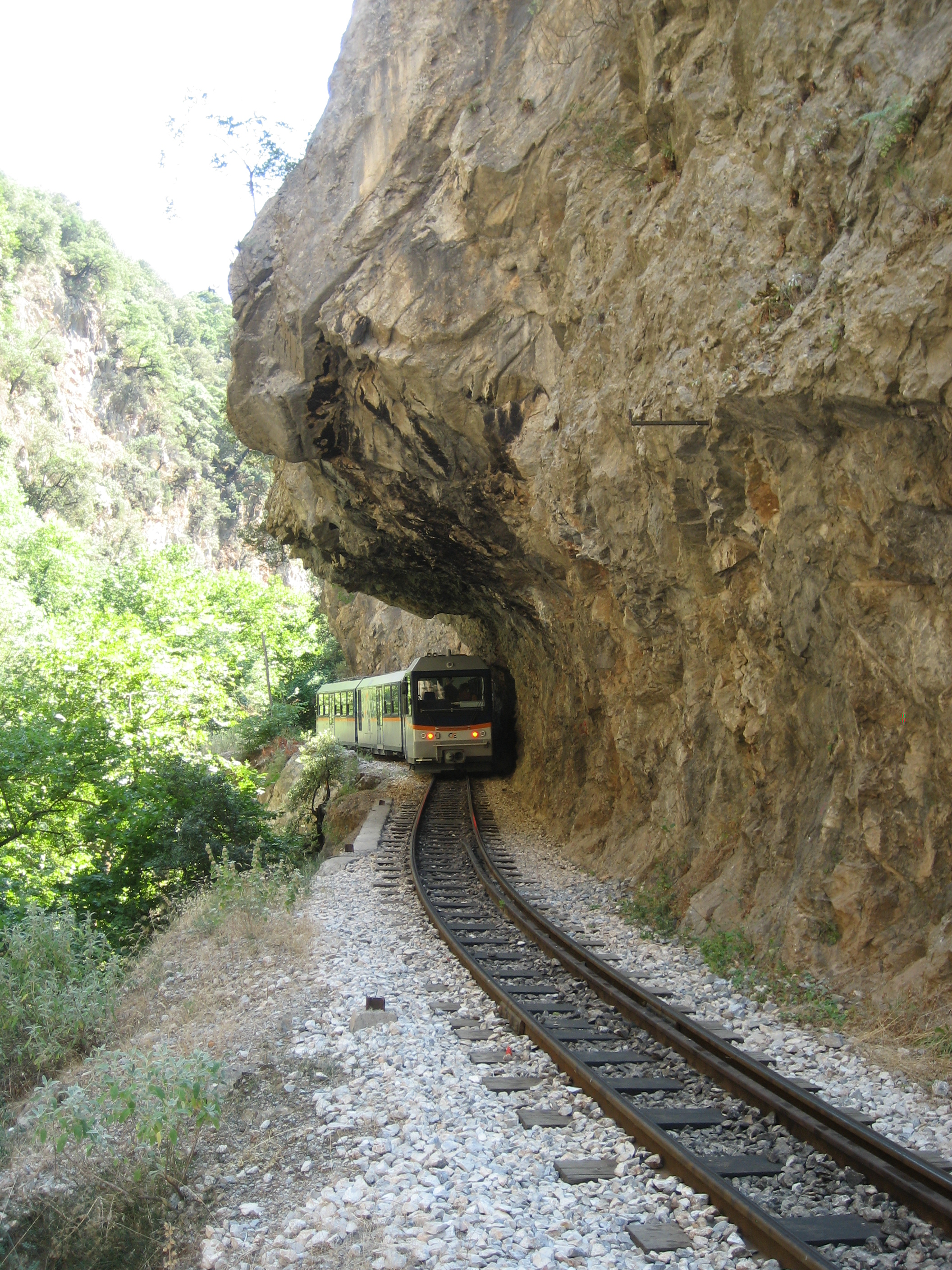
Зубчатая железная дорога Диакоптон — Калаврита

Монастырь функционирует и сегодня. Храмы монастыря открыты для посещения в дневное время суток, но при соблюдении монастырских норм поведения и одежды.
Музей монастыря располагает значительными реликвиями Греческой революции, редким знаменем с фигурами трёх византийских императоров, рукописями с миниатюрами, гравюрами, портретами, редкими Евангелиями, золотыми церковными вышивками, византийскими иконами. Большую ценность представляет монастырская библиотека насчитывающая более 3000 томов. В специальной часовне хранятся останки основателей монастыря.
Дорога от Калаврита идущая вдоль ущелья к побережью проходит под монастырём и делает его доступным для посетителей. Дорога имеет провинциальный характер и не несёт большую транспортную нагрузку. Построенная в конце XIX века 22-километровая узкоколейка (колея 750 мм) от побережья к Калаврита проходит вдоль реки и местами становится зубчатой железной дорогой. Зубчатая железная дорога Диакоптон — Калаврита не только не нарушает пейзаж, но и сама по себе является достопримечательностью. К тому же, проходя по дну ущелья, узкоколейка, с ограниченным движением её трёх-четырех пассажирских вагончиков, не нарушает покой обители. Верующие и туристы останавливаются на станции «Захлору-Мега-Спилео» на двенадцатом километре узкоколейки.

## Икона Богородицы Мегаспилеотисса

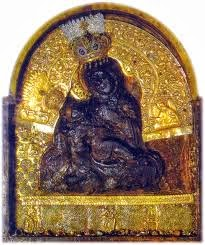
Икона Богородицы Мегаспилеотисса

Самая большая ценность монастыря — чудотворная рельефная восковая икона Богородицы Мегаспилеотисса (греч. Μεγαλοσπηλαιώτισσας — Великопещерная) работы евангелиста Луки. Монастырские источники утверждают что это одна из трёх сохранившихся икон евангелиста Луки.
После смерти апостола Павла, Лука, также как апостол Андрей жил и проповедовал в Ахайе. По своему прибытию в Ахайю Лука принёс с собой из Палестины эту Священную икону, которую позже он подарил первым христианам. В годы гонений они нашли убежище в пещере, где и спрятали икону. Икона оставалась там пока чудесным образом не была обнаружена Святой Ефросиньей. В силу неоднократных пожаров в монастыре икона почернела.